# 웨스트나일열
웨스트나일열(West Nile Fever, WNF)은 웨스트나일모기 등 모기로 인해 전파되는 웨스트나일바이러스에 의해 발생하는 병이다. 80%의 환자가 치료를 필요하지 않거나 무증상 감염을 보인다. 20%만 발열, 두통, 구토, 발진 등의 증상을 보인다. 1% 미만의 환자에서 목 경직, 착란, 발작 등을 동반하는 뇌염이나 수막염이 발생할 수 있다. 회복에 수주에서 수개월의 시간이 걸릴 수 있다. 신경계통에 바이러스가 침투한 환자의 10%가량이 사망한다.웨스트나일바이러스는 주로 모기에 의해 전파되는데, 이 모기를 새가 잡아먹었을 경우 새도 바이러스의 매개자가 된다. 임신, 분만, 모유수유 등의 수직전염이나 장기이식, 수혈 등 혈액을 통해 드물게 전염되는 경우를 제외하고는 직접 사람끼리 전염되지는 않는다. 60세 이상의 노인이나 다른 질병이 있던 경우 심각한 질환으로 발전할 수 있다. 의료적 증상 및 혈액 검사를 통해 진단한다.백신은 아직 개발되지 않았다. 현재 가장 좋은 방법은 모기를 박멸하는 것이다. 따라서 오래된 타이어, 양동이, 도랑, 수영장 등 고인 물을 제거하는 것이 권장된다. 모기가 너무 많아서 박멸하는 것이 현실적으로 불가능한 경우 방충제, 방충망, 모기장 등을 설치함으로써 물리는 것을 막을 수도 있다. 아직 완전한 치료법은 존재하지 않으며, 통증 완화 등 지지적 치료를 하는 수 밖에 없다.1937년 우간다에서 처음으로 발견되었으며, 북아메리카에서는 1999년에 처음으로 발견되었다. 현재는 유럽, 아프리카, 아시아, 오스트레일리아, 북아메리카에서 발생한다. 미국에서는 매년 수천명의 감염 사례가 보고되는데, 대부분 8월과 9월에 감염된다. 유행병으로 나타나기도 한다. 말에서도 감염되는데, 말을 위한 백신은 개발되어있다. 새들을 사전에 조사함으로써 사람들에게 유행할 가능성을 파악할 수도 있다.

## 치료
특별한 치료법은 알려지지 않았다. 대부분의 사람은 치료 없이 회복하며, 경미한 경우에도 진통제를 투여함으로써 두통, 근육통 등을 조절할 수 있다. 심각한 경우에는 입원해서 정맥 주사, 통증 완화, 호흡기능 보조, 이차 감염 방지 등 지지적 치료의 효과를 기대할 수 있다.

## 예후
대부분 예후는 좋은 편이나, 최근 유행 사례를 연구한 결과 회복에 60~90일이 필요할 정도로 심각한 감염 사례가 생각해온 것 보다 많이 있는 것으로 드러났다. 경미한 증상을 겪은 경우에도 심각한 증상을 겪은 경우와 비슷한 확률로 떨림 등 몸신경계통이상을 경험할 수 있으며, 운동 기능 및 실행 기능에 이상이 일 년 이상 지속될 수 있다. 피로와 함께 긴 회복기가 필요하다. 최근에는 신장 기능 장애와 연관이 있을 가능성도 제기되었다.

## 역학

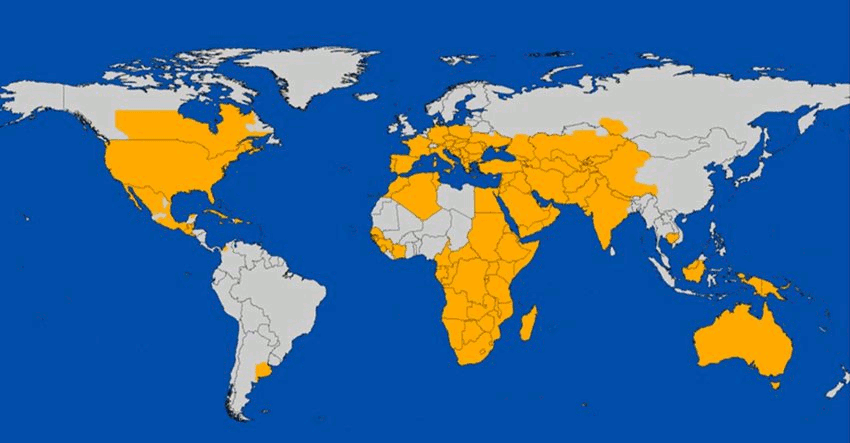
웨스트나일바이러스의 세계 분포 지도 (2006년)

웨스트나일바이러스는 1937년, 황열바이러스에 대한 연구가 진행되는 도중에 우간다의 웨스트나일소구역에 있는 오모고(Omogo) 마을에 있는 37세 여성에게서 처음 발견되었다. 중앙아프리카에서 1939년 진행된 혈청학적 조사에서는 지역마다 적게는 1.4%(콩고)에서부터 많게는 46.4%(수단, 백나일주)의 인구가 바이러스에 대한 저항력을 갖추고 있음이 드러났다. 이후 1942년에는 이집트, 1953년에는 인도에서 조사가 진행되었는데, 특히 1950년에 이집트에서 진행된 조사에서는 40대 이상 인구의 90%가 웨스트나일바이러스 항체를 보유한 것으로 나타났다. 1953년에는 이집트와 이스라엘을 중심으로 한 연구에서 바이러스의 생태를 특정했다. 이후 1957년 이스라엘에서 유행할 당시에 이 바이러스가 수막뇌염의 원인임이 드러났다. 이후 1960년대 초 이집트와 프랑스에서는 말도 이 바이러스에 감염된다는 사실이 드러났으며, 이후 남부 유럽, 서남아시아, 오스트레일리아에서도 발견되었다.
아메리카에서는 1999년에 처음으로 발견되었다. 이 때 사람, 개, 고양이, 말 등에서 뇌염을 일으켰는데, 이를 바이러스가 진화한 기점으로 간주하기도 한다. 유행은 뉴욕 퀸스의 칼리지 포인트에서 시작되어 이후 뉴저지주와 코네티컷주로 확산되었다. 감염된 새나 모기를 통해 들어온 것으로 여겨지는데, 아직 확실한 증거는 발견되지 않았다. 아프리카, 유럽, 중동, 서부 아시아 및 중앙 아시아, 오세아니아에서 풍토병이 되었으며, 최근 북아메리카에서도 풍토병이 되었다. 현재 중앙아메리카 및 남아메리카 지역으로 확산되고있다.
알제리에서 1994년에, 루마니아에서 1996년과 1997년에, 체코에서 1997년에, 콩고에서 1998년에, 러시아에서 1999년에, 미국에서 1999년부터 2009년까지, 캐나다에서 1999년부터 2007년까지, 이스라엘에서 2000년에, 그리스에서 2010년에 유행하였다.
모로코에서 1996년에, 이탈리아에서 1998년에, 미국에서 1999년부터 2001년까지, 프랑스에서 2000년에, 멕시코에서 2003년에, 사르데냐에서 2011년에 말 전염병으로 유행하였다.
실외 근로자, 동물 검시과에서 근무하는 보건시설 및 연구실 근로자들이 웨스트나일열에 취약한 것으로 드러났다.
2012년 미국에서 유행하여 286명이 사망하였는데, 특히 텍사스에서 많은 사람이 사망하였다.

### 기후
건조한 기후가 지나간 이듬해에 더 높은 빈도로 발생함이 알려져있는데, 이는 건조한 기후에서 모기를 잡아먹는 물고기의 수가 감소함에 따른 것으로 알려져 있다. 기온이 높은 경우 복제에 걸리는 시간이 단축되고, 새나 모기에게 더 잘 감염된다.